# Saison 3 de Phénomène Raven
 (mars 2012).
Si vous disposez d'ouvrages ou d'articles de référence ou si vous connaissez des sites web de qualité traitant du thème abordé ici, merci de compléter l'article en donnant les références utiles à sa vérifiabilité et en les liant à la section « Notes et références ».
Chronologie
Saison 2 Saison 4
Cet article contient une brève description des épisodes de la troisième saison de la série télévisée américaine Phénomène Raven.

## Épisodes

### Épisode 1:Relookage
- États-Unis : 1er octobre 2004 sur Disney Channel

### Épisode 2:Il ne faut pas énerver Raven
- États-Unis : 22 octobre 2004 sur Disney Channel

### Épisode 3:Étoile Filante
- États-Unis : 5 novembre 2004 sur Disney Channel

### Épisode 4:Question de confiance
- États-Unis : 19 novembre 2004 sur Disney Channel

### Épisode 5:Mauvaise Conscience
- États-Unis : 3 décembre 2004 sur Disney Channel

### Épisode 6:Tous en scène
- États-Unis : 11 décembre 2004 sur Disney Channel

### Épisode 7:Vision et Révision
- États-Unis : 17 décembre 2004 sur Disney Channel

### Épisode 8:Je suis comme je suis
- États-Unis : 7 janvier 2005 sur Disney Channel

### Épisode 9:Raven a le bourdon
- États-Unis : 28 janvier 2005 sur Disney Channel

### Épisode 10:Colère en couleur
- États-Unis : 4 février 2005 sur Disney Channel

### Épisode 11:Un travail au poil
- États-Unis : 11 février 2005 sur Disney Channel

### Épisode 12:Un jour mon prince viendra!
- États-Unis : 18 février 2005 sur Disney Channel

### Épisode 13:Chef-d'œuvre en péril
- États-Unis : 25 février 2005 sur Disney Channel

Avec Cyndi Lauper. Cet épisode a été copié dans la série How to Rock de Nickelodeon.

### Épisode 14:Soirée de star
- États-Unis : 11 mars 2005 sur Disney Channel

Résumé:
Le groupe préféré de Raven (Les Boyz and Motion) est invité dans le restaurant de son père mais ayant fait passé le mot à tout son entourage. Ils sont obligés de fuir et se retrouvent dans la maison des Baxter. Des liens d'amitié se fondent et, sur le conseil de Raven, ils décident de se séparer. Au lycée, Raven se vante d'être leur amie et à l'arrivée du groupe des 3 mousquetettes, elle promet que le groupe chantera au lycée. Pendant ce temps, Cory vend les affaires du groupe pour se faire de l'argent

### Épisode 15:L'âme d'une chef
- États-Unis : 8 avril 2005 sur Disney Channel

### Épisode 16:Ecole-logis
- États-Unis : 22 avril 2005 sur Disney Channel

### Épisode 17:La Bosse du commerce
- États-Unis : 29 avril 2005 sur Disney Channel

### Épisode 18:Mêlez-vous de vos affaires
- États-Unis : 13 mai 2005 sur Disney Channel

### Épisode 19:Surprise partie
- États-Unis : 13 juin 2005 sur Disney Channel

### Épisode 20:Drôle de couple
- États-Unis : 14 juin 2005 sur Disney Channel

### Épisode 21:Le combat des chefs
- États-Unis : 15 juin 2005 sur Disney Channel

### Épisode 22:Mes meilleures amies
- États-Unis : 16 juin 2005 sur Disney Channel

### Épisode 23:Raven Superstar
- États-Unis : 17 juin 2005 sur Disney Channel

### Épisode 24: Extrême Cory
- États-Unis : 8 juillet 2005 sur Disney Channel

### Épisode 25:Une idée de mesure
- États-Unis : 8 juillet 2005 sur Disney Channel

### Épisode 26:Le Retour de Léonard
- États-Unis : 23 juillet 2005 sur Disney Channel

### Épisode 27:Réunion de famille (partie 1)
- États-Unis : 9 juillet 2005 sur Disney Channel

### Épisode 28:Réunion de famille (partie 2)
- États-Unis : 29 juillet 2005 sur Disney Channel

### Épisode 29:Vive la diet-ethique!
- États-Unis : 18 septembre 2005 sur Disney Channel

### Épisode 30:Trop bien pour toi
- États-Unis : 7 octobre 2005 sur Disney Channel

### Épisode 31:En route pour Hollywood
- États-Unis : 4 novembre 2005 sur Disney Channel

### Épisode 32:Un cavalier pour Raven
- États-Unis : 25 novembre 2005 sur Disney Channel

### Épisode 33:La cerise sur le gâteau
- États-Unis : 16 décembre 2005 sur Disney Channel

### Épisode 34:Vision et télévision
- États-Unis : 6 janvier 2006 sur Disney Channel

### Épisode 35:La chanteuse de jazz
- États-Unis : 16 janvier 2006 sur Disney Channel